# آئودی تیپ تی
آئودی تیپ تی (انگلیسی: Audi Type T)
یک خودروی سدان سایز بزرگ ۸ سیلندر بود که توسط آئودی در سال ۱۹۳۱ معرفی شد. این خودرو در واقع نسخه کوچک شده آئودی تیپ اس‌اس بود. تولید این خودرو تنها یک سال ادامه داشت.